# 鈴ヶ森おはる殺し事件
鈴ヶ森おはる殺し事件（すずがもりおはるごろしじけん）とは、1915年（大正4年）4月30日に鈴ヶ森刑場跡で発生した殺人事件。被害者の愛人が容疑者として逮捕されたが、真犯人が名乗り出た。大正時代を代表する冤罪事件でもある。また名乗り出た真犯人に対しても、一度は証拠不十分で無罪判決が言い渡されたにもかかわらず、被告側が有罪を主張して控訴するという珍事となり、話題になった。

## 事件の概要
鈴ヶ森刑場跡の砂風呂旅館の娘、おはる（当時26歳）が、旅館と隣接する鬼子母神堂の敷地内で他殺体となって発見された。直接の死因は窒息死だが、死後、頭部や腹部を鋭利な刃物で滅多切りにされていた。

## 最初の容疑者
警察は殺害の動機を痴情のもつれと判断。おはるには大勢の愛人がいたが、愛人のひとりであったK（当時36歳）が逮捕された。Kは妻子がありながら、2・3年前から被害者との関係を続けていたが、最近になって被害者の側から別れ話を切り出され、悶着の末、40円の手切れ金を取って別れていた。しかしまだ未練が残っており、折を見てよりを戻そうと考えていた。
捜査員の厳しい追及に耐えかねて、5月30日になって、Kは犯行を認めた。自白によると、事件当日は、友人と浅草で酒を飲んだのち、ふと思い立って砂風呂旅館に被害者を訪ね、一杯飲みながら連れ出して言い寄った。しかし被害者が拒んだことから喧嘩となり、暴れて騒ぐおはるを黙らせようと後ろから抱きついて左手を首にかけて右手で口を抑えていたところ、死んでしまっていた。殺すつもりではなかったため驚いたが、復縁の見込みがないならいっそ殺してしまおうと考え、持っていたナイフで遺体を損壊したうえで、ナイフは海に捨てて逃げ帰ったおはるの遺体を海に遺棄しようとするが、重くて鬼子母神堂の敷地内までしか運べず、そこで陰部などを突き刺して恨みを晴らして逃げた、というものであった。
この供述にもとづいて警察が捜査したところ、物証たるナイフは発見できなかったものの、友人と酒を飲んだことと当日夜に被害者を連れ出したことは確認されたことから、起訴されるに至った。法廷では犯行を否認したものの、状況証拠が揃っていたことから取り上げられなかった。

## 真犯人

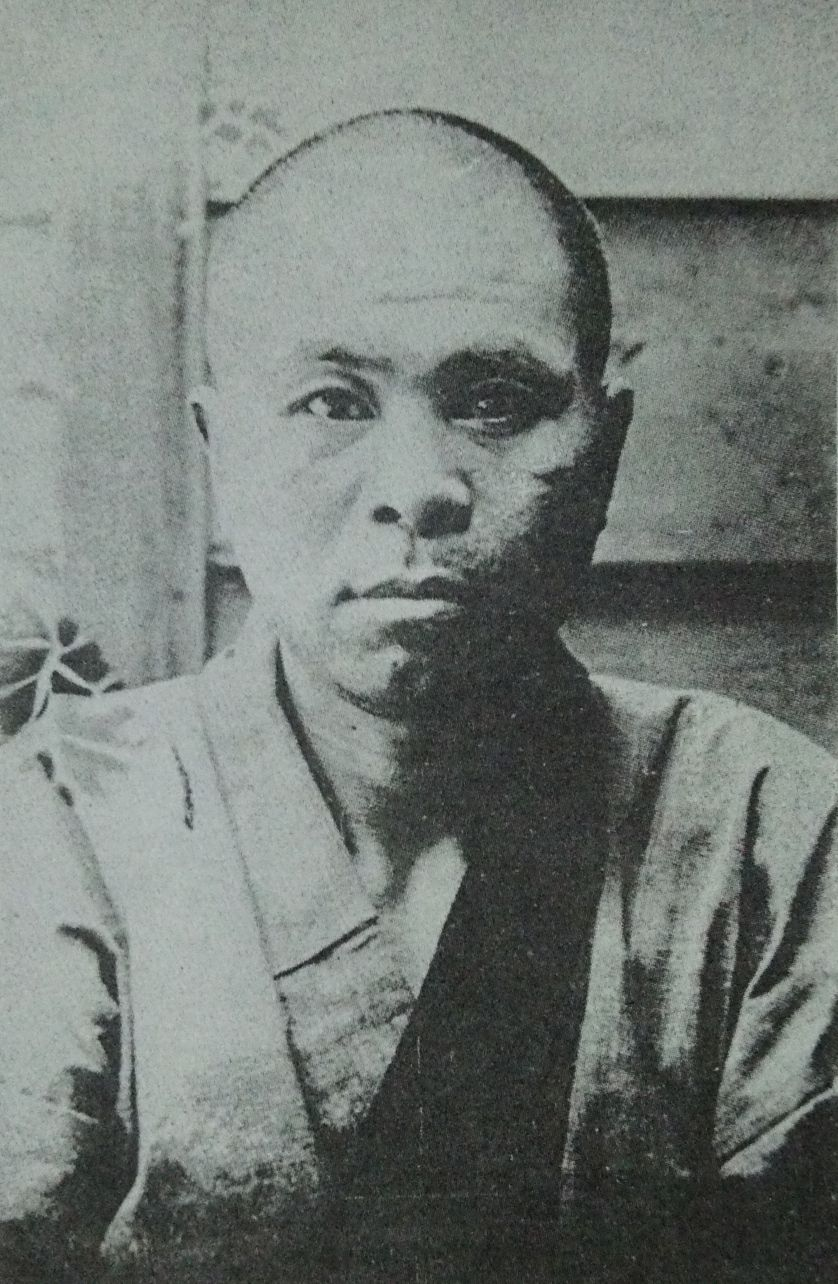
真犯人 石井藤吉

しかし6月20日、別件の強盗殺人で逮捕された前科五犯の石井藤吉（44歳）が、鈴ヶ森おはる事件も自分がやったと言い出したことで、様相は一変した。
石井の自白によると、盗みに入る家を物色しながら横浜から東京に向けて歩いている途中、午後9時ごろに鈴ヶ森を通りがかり、掛け茶屋の床机に腰掛けて一休みしているところに、目の前を女が一人で通り過ぎた。彼女こそおはるであった。周囲に人通りもなかったことから、石井は強姦しようと襲いかかったものの、被害者に騒がれたことから絞殺した。懐の財布から現金を奪って草むらに捨てたのち、痴情のもつれで殺人が起こったように見せかけるため、陰部などを刃物で突き刺した、というものであった。
警察側は、当初は凶賊ぶりを誇張するための虚言と考えていたが、態度が真剣であり、また供述内容が現場状況とあまりに一致していたことから捜査を再開、石井の供述した草むらから女物の財布を発見した。これを家人に見せたところ、風雨のために色が褪せているが、材質や型は被害者の常用品と合致するとの証言が得られた。これを受けてKは釈放され、石井が真犯人として起訴された。
「鈴ヶ森事件の犯人が逮捕され、いずれ死刑になることを知った。私が黙っていれば無罪の人間が死刑となってしまっては可哀想だ。数え切れないほどの罪を犯してきたが良心はある」（石井の証言より）

## 裁判
1916年12月4日、東京地裁は、石井に対して、別件の強盗殺人については無期懲役の判決を言い渡したものの、おはる殺し事件の自白は信用性がないとして、証拠不十分で無罪判決を下した。これに対して、検事側が直ちに控訴したのは当然のことであったが、被告石井も有罪を主張して控訴したことから、大いに話題となった。
公判では検事と被告の主張は完全に一致し、被告は終始死刑を希望、被告側弁護士ですら「被告の犯行は事実だが、悔悟の念を示していることから、情状酌量して無期懲役が妥当」との弁論であった。1918年3月30日、東京控訴院刑事第二部において有罪が認定され、希望通り死刑判決が言い渡された。これを受けて、Kは全ての疑いが晴れ、改めて無罪判決が言い渡された。
1918年8月17日、東京監獄にて石井の死刑が執行された。